# Defilee

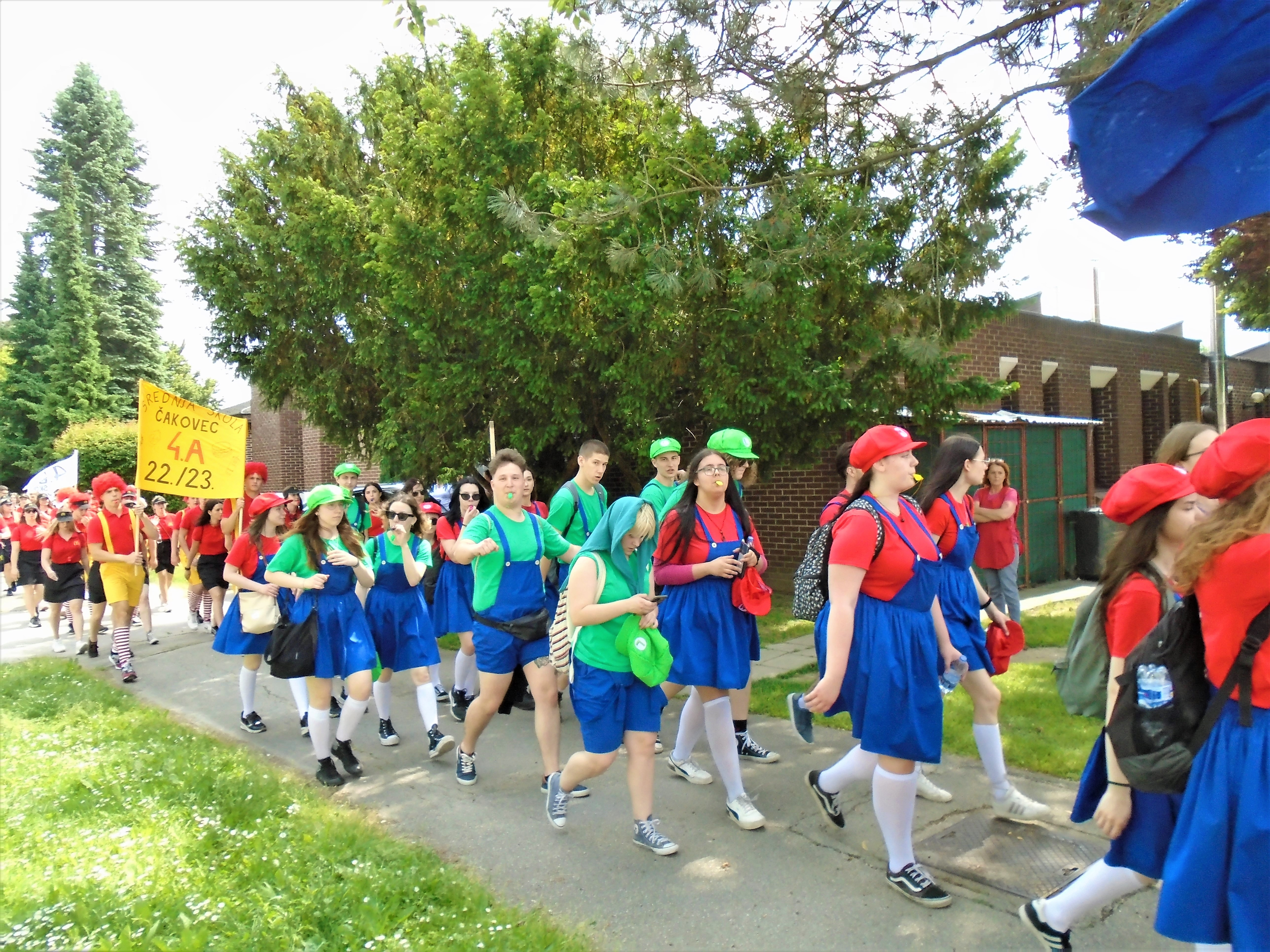
Abitur-Defilee

Ein Defilee (Parade) (frz. défilé, von fil „Faden“) ist allgemein ein Vorbeimarsch. Im Deutschen wird mit Defilee ein feierliches Vorbeischreiten (im Unterschied zum geordneten Marsch) von einzelnen Personen oder Personengruppen an hochgestellten Persönlichkeiten beschrieben. Die Defiliercour ist das festliche, feierliche Vorbeischreiten an einem Gastgeber. 
Zu kirchlichen Festen wie Fronleichnam gibt es neben der Fronleichnamsprozession vielerorts vor und nach dem Gottesdienst eine Kirchenparade, bei der Würdenträger und Repräsentanten der örtlichen Vereine mit Fahnen und Musik eine Parade zur Kirche hin bzw. von der Kirche zurück veranstalten.
Eine besondere Form eines Defilee ist der Trauerdefilee mit Aufbahrung des Sarges. 
Die ursprünglich militärische Parade (Militärparade) hat sich teilweise zu einer zivilen Massenveranstaltung  entwickelt:
- Christopher-Street-Day-Paraden
- Schützenausmarsch Hannover
- Jonglierparade

## Wortherkunft
In der Militärsprache des 18. und 19. Jahrhunderts war das Défilé (nicht die neuere Eindeutschung Defilee) ein Engpass, an dem sich die marschierende Formation zu einer „Schlange“ (frz. file) reihen muss, um ihn passieren zu können, z. B. eine Schlucht, ein Hohlweg, eine Brücke, aber auch die engen Straßen einer Ortschaft. Nach Passieren des Engpasses löst sich die Schlange (die Linie) wieder auf (Dé-filé), entweder zur erneuten Formation (Kolonne) oder aber zum Ausschwärmen (Debouchieren, von französisch bouche „Mündung“).